# Louna Espinosa
Louna Espinosa (* 10. Dezember 1999 in Vitry-sur-Seine) ist eine französische Schauspielerin.

## Leben
Louna Espinosa betrieb in ihrer Jugend mehrere Sportarten, darunter Synchronschwimmen, lernte Violine, belegte Filmkurse und erhielt eine Schauspielausbildung.
Ihr Schauspieldebüt gab sie in den Fernsehfilmen La Loi de Pauline (2016) und Le Prix de la vérité (2017). Ab 2018 gehörte sie in den ersten drei Staffeln der TF1-Serie Les Bracelets rouges über eine Gruppe von Teenagern im Krankenhaus als magersüchtige Roxane Ranson zur Hauptbesetzung. 2020 spielte sie in Fires in the Dark von Dominique Lienhard die Rolle der Selma.
In der Tragikomödie Canailles (2022) von Christophe Offenstein mit Doria Tillier verkörperte sie deren Filmtochter Lola. In der ebenfalls 2022 veröffentlichten Filmkomödie Die Rumba-Therapie übernahm sie an der Seite von Regisseur Franck Dubosc die weibliche Hauptrolle als dessen Filmtochter und Tanzlehrerin Maria Rodriguez. In der deutschsprachigen Fassung wurde sie von Magdalena Höfner synchronisiert.

## Filmografie (Auswahl)
- 2016: La Loi de Pauline (Fernsehfilm)
- 2017: Le prix de la vérité (Fernsehfilm)
- 2017–2020: Les Bracelets Rouges (Fernsehserie, 22 Folgen)
- 2018: Camping paradis (Fernsehserie, Episode La copine de mon pote)
- 2018: Dunk (Kurzfilm)
- 2018: Au-delà des apparences (Fernsehserie, Episode Le trou noir)
- 2018: Balthazar (Fernsehserie, Episode Marche funèbre)
- 2020: Fires in the Dark (Des feux dans la nuit)
- 2022: Die Rumba-Therapie (Rumba la vie)
- 2022: Canailles
- 2022: Maman, ne me laisse pas m’endormir (Fernsehfilm)
- 2023: Maison de retraite 2